# The True Story of Jesse James
The True Story of Jesse James is een Amerikaanse western uit 1957 onder regie van Nicholas Ray. De film werd destijds uitgebracht onder de titel Jesse James, de wraakzuchtige bandiet.

## Verhaal
De film schetst het laatste 18 jaar in het leven van de crimineel Jesse James. De film toont zijn thuis in Missouri, zijn bandietenbestaan met zijn broer Frank en de gebroeders Young en zijn poging om een vredig bestaan te leiden na de mislukte overval op de bank van Northfield.

## Rolverdeling
| Acteur          | Personage         |
| --------------- | ----------------- |
| Robert Wagner   | Jesse James       |
| Jeffrey Hunter  | Frank James       |
| Hope Lange      | Zee James         |
| Agnes Moorehead | Mevrouw Samuel    |
| Alan Hale jr.   | Cole Younger      |
| Alan Baxter     | Barney Remington  |
| John Carradine  | Jethro Bailey     |
| Rachel Stephens | Anne James        |
| Barney Phillips | Dr. Samuel        |
| Biff Elliot     | Jim Younger       |
| Frank Overton   | Majoor Rufus Cobb |
| Barry Atwater   | Walker            |
| Marian Seldes   | Rowena Cobb       |
| Chubby Johnson  | Arkew             |
| Frank Gorshin   | Charley Ford      |